# Бертовиці
Бертовиці (пол. Biertowice) — село в Польщі, у гміні Сулковиці Мисленицького повіту Малопольського воєводства.
Населення — 964 особи (2011).
У 1975-1998 роках село належало до Краківського воєводства.

## Демографія
Демографічна структура станом на 31 березня 2011 року:
|          | Загалом | Допрацездатний вік | Працездатний вік | Постпрацездатний вік |
| -------- | ------- | ------------------ | ---------------- | -------------------- |
| Чоловіки | 469     | 110                | 327              | 32                   |
| Жінки    | 495     | 118                | 295              | 82                   |
| Разом    | 964     | 228                | 622              | 114                  |